# Nessuno mi può giudicare (film, 1966)
Pour les articles homonymes, voir Nessuno mi può giudicare.
Pour plus de détails, voir Fiche technique et Distribution.
Nessuno mi può giudicare (prononcé : [nesˈsuːno mi ˈpwɔ ddʒudiˈkaːre]), traduction littérale en français : « Personne ne peut me juger ») est un film italien musical (musicarello) réalisé par Ettore Maria Fizzarotti et sorti en 1966 au cinéma.
Il tire son nom de la chanson à succès Nessuno mi può giudicare de Caterina Caselli. Il a eu une suite publiée la même année, Perdono,,.

## Synopsis
Federico arrive à Rome pour chercher du travail. Il est renversé par le directeur d'un grand magasin qui finit par l'engager comme préposé aux ascenseurs. Le garçon rencontre alors Laura, vendeuse, mais leur amour est contrarié par le patron de la fille, qui s'est entiché d'elle.

## Notice technique
- Réalisation :	Ettore Maria Fizzarotti
- Scénario : Giovanni Grimaldi d'après un sujet de Sergio Bonotti
- Musique : Gianfranco Monaldi
- Photographie : Stelvio Massi
- Montage : Roberto Perpignani
- Distribution : Titanus
- Genre : comédie musicale
- Durée : 107 min.
- Langue: italien
- Sortie : 1966
- Pays : Italie

## Distribution
- Laura Efrikian : Laura
- Fabrizio Moroni : Federico
- Caterina Caselli : Caterina
- Alberto Terrani : Alberto
- Clelia Matania : Adelina
- Nino Taranto : Antonio
- Gino Bramieri : directeur
- Vittorio Congia : Vittorio
- Wanda Capodaglio : la grand-mère de Laura
- Carlo Taranto : Peppiniello